# Soneto 4
| «» Soneto 4 |
| --- |
| Unthrifty loveliness, why dost thou spend Upon thy self thy beauty's legacy? Nature's bequest gives nothing, but doth lend, And being frank she lends to those are free: Then, beauteous niggard, why dost thou abuse The bounteous largess given thee to give? Profitless usurer, why dost thou use So great a sum of sums, yet canst not live? For having traffic with thy self alone, Thou of thy self thy sweet self dost deceive: Then how when nature calls thee to be gone, What acceptable audit canst thou leave? Thy unused beauty must be tombed with thee, Which, used, lives th' executor to be |
| –William Shakespeare |

Soneto 4 é um dos 154 sonetos de William Shakespeare.

## Sinopse
O soneto 4 pertence à sequência Fair Youth. É um dos dezessete que abordam temas de ter filhos, imortalidade e beleza.
O Fair Youth é o ouvinte pretendido e o assunto da vasta maioria dos sonetos de Shakespeare. Sua identidade nunca foi confirmada, nem a natureza do relacionamento pessoal de Shakespeare com essa pessoa.
O poeta novamente descreve o belo jovem como um personagem bastante egoísta neste poema, sugerindo que a natureza lhe emprestou essa beleza que ele deve transmitir.
A obsessão que o poeta apresenta com o belo jovem procriando é prevalente nos primeiros sonetos. Neste soneto 4 o poeta também se preocupa com o legado do belo jovem e procura convencê-lo de manter a descendência de sua beleza.

## Análise
Como os demais sonetos, este foi construído em pentâmetro iâmbico, usando o esquema estrófico do soneto inglês (3 quartetos e um dístico, com rimas alternadas nos quartetos e única rima no dístico).

## Traduções

### Tradução de Thereza Christina Rocque da Motta
A tradutora não se prendeu ao fazer poético do autor, sem esquema estrófico ou rímico, fazendo uma tradução livre.
Doçura pródiga, por que gastas

Contigo mesma o legado de tua beleza?

A herança da natureza nada dá, porém cede,

E, sendo franca, empresta a quem for livre;

Depois, bela e tola, por que abusas

Da abundância que te é dada a ofertar?

Usurária sem proveito, por que usas

Um valor tão grande e, mesmo assim, não vives?

Lidando apenas contigo mesma,

Tu, a ti mesma, teu doce ser enganas;

Então, como, quando a natureza te chama para que vás,

Que espólios aceitáveis deixarás?

Tua beleza intocada contigo deve ser enterrada,

Pois, ao ser usada, tornar-te-á sua executada.

### Tradução deMilton Lins
O tradutor procurou manter o esquema estrófico e rímico do autor, fazendo-o em decassílabos, perseguindo o pentâmetro iâmbico original.
Estróina encantador, como é que gastas

De ti mesmo o legado da beleza?

Vigor da natureza, só desgastas,

E aos livres ela empresta, com franqueza.

Belo avarento, então, por que o abuso,

O teu desprendimento em conceder?

Agiota sem razão, para que o uso

De somas e mais somas sem viver?

Nas tuas transações, a cada passo,

A ti primeiro tentas enganar,

Como será no dia do trespasso,

Que auditoria poderás deixar?

Terá tua beleza um fim atroz,

Será herdada pelo teu algoz.

### Tradução de José Arantes Júnior
Como nos demais sonetos vertidos por este tradutor, foram mantidos os esquemas estrófico e rímico originais, porém o ritmo não foi mantido, pois o tradutor se ateve à forma plástica, fazendo todos os versos com 36 caracteres. Deu-lhe, de acréscimo, um título.
A execução do executor

Graça malfadada, por que gastas além

Do real legado de tua beleza pessoal?

A natureza não doa, mas ajuda alguém

Que queira criar a liberdade natural,

Vaidoso avarento, por que abusas até

Do benefício que te é dado para doar?

Usurário, por que exploras com má fé

A vil soma das somas sem  se importar?

Só contigo mesmo fizeste vivo acordo

A ti mesmo deves essa dócil decepção,

Se a natureza encerra esse ato gordo

Que contas ainda aceitáveis restarão?

Sem uso do bem esse belo viu a morte,

E costumava ser um executor da sorte.